# Міст Монбіжу

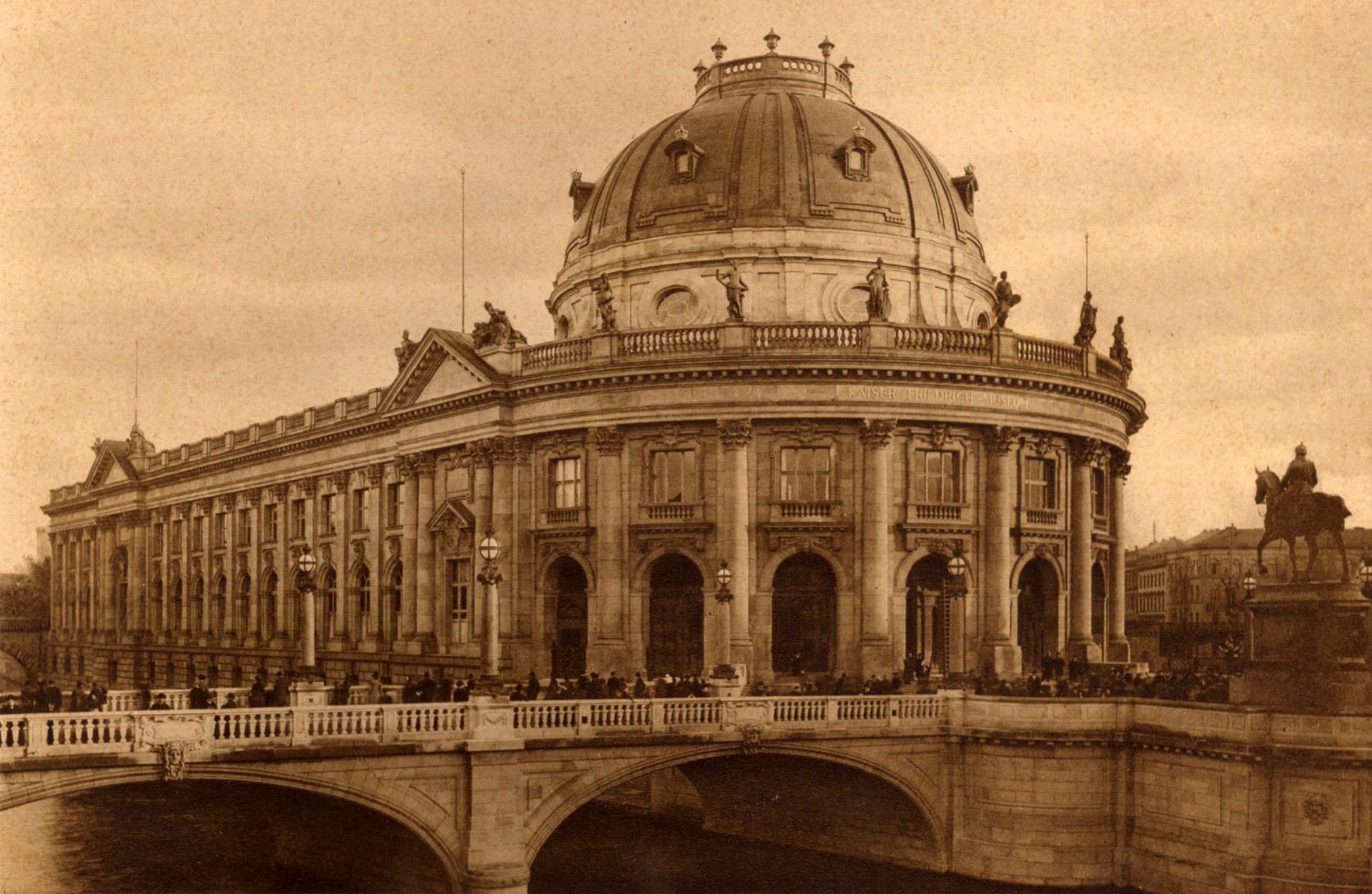
Міст Монбіжу і Музей Боде. Близько 1904

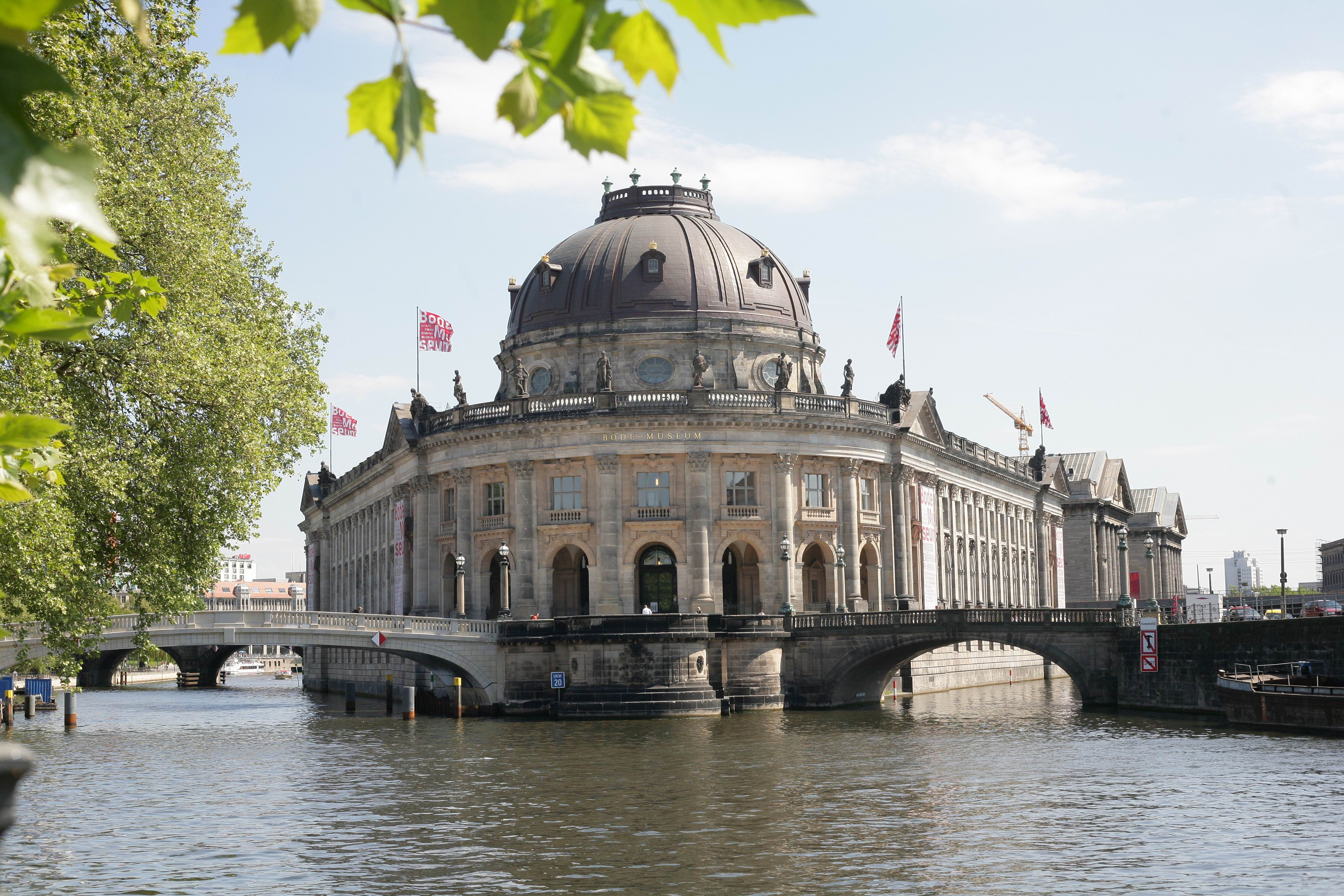
Міст Монбіжу і Музей Боде в 2007, ліворуч — новий північний сегмент моста

Міст Монбіжу (нім. Monbijoubrücke) — міст через Шпрее в центрі Берліна, пам'ятка архітектури.

## Історія
Міст побудований в 1898–1904 одночасно зі зведенням на Музейному острові Берліна Музею Боде. Архітектор Ернст фон Іне розробив проєкт подвійного моста, що з'єднував майданчик перед музеєм на самому «носі» Музейного острова з двома берегами Шпрее. Міст Монбіжу повинен був замінити дерев'яний міст Йохбрюкке 1776 року.
Південна частина моста Монбіжу перекинута через лівий рукав Шпрее, який носить назву Купферграбен, і впирається у вулицю Цум-Купферграбен (нім. Zum Kupfergraben), північна частина моста перетинає основний рукав Шпрее і переходить у вулицю Монбіжуштрассе (нім. Monbijoustraße). Обидва рукави Шпрее зливаються воєдино безпосередньо під мостом Монбіжу.
В кінці Другої світової війни північна частина моста була підірвана німецькими військами, і кілька десятиліть її заміняв тимчасовий міст. У 2007 цей сегмент моста відбудований заново як пішохідний міст, й історичний вигляд мосту був відновлений. Для потреб судноплавства при реконструкції відмовилися від зведення середньої опори, що існувала в оригінальному проєкті.